# ماهيوكي

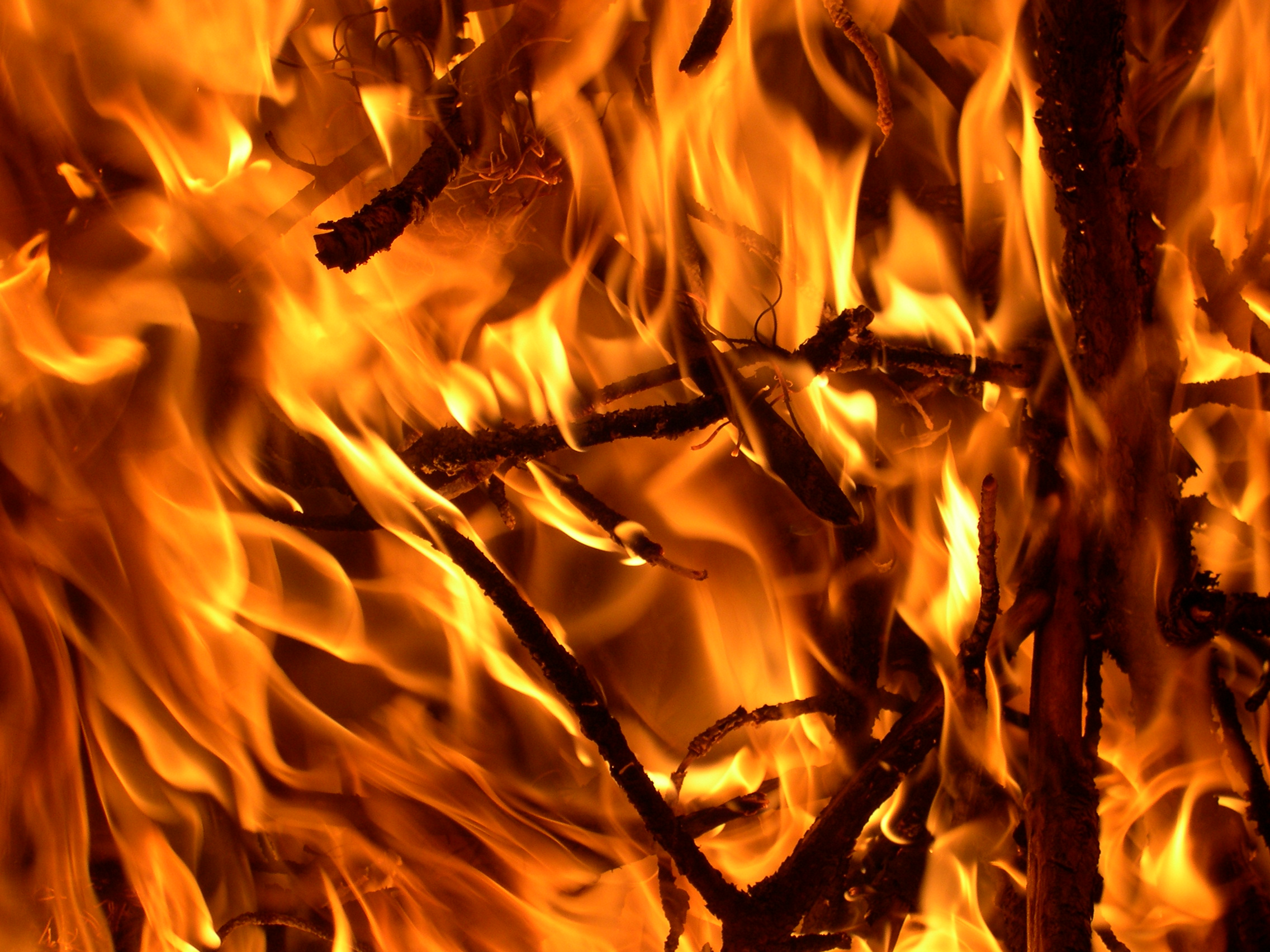
إلهة النار

ماهيوكي (بالإنجليزية: Mahiuki) في ميثولوجيا الماوري وأساطير بولينيزيا ماهيوكي هو حاكم العالم السفلى.